# Bancy Hernández
Bancy Cristhoffer Hernández Soza (ur. 27 czerwca 2000 w Río Blanco) – nikaraguański piłkarz występujący na pozycji skrzydłowego lub ofensywnego pomocnika, reprezentant Nikaragui, od 2023 roku zawodnik Realu Estelí.